# Черняховское (Одесская область)
Черняховское (укр. Черняхівське) — село в Ивановском районе Одесской области.

## География
Находится на восточном берегу Хаджибейского лимана, в северной его части, в 22 км от райцентра пгт Ивановка.

## История
В 1945 г. Указом ПВС УССР хутор Столыпино переименован в Черняховский.
В первой половине 1960-х годов посёлок Черняховский и село Гнатово были объединены в одно село Черняховское.